# Myklebustad
Myklebustad est une localité du comté de Nordland, en Norvège.

## Géographie
Administrativement, Myklebustad fait partie de la kommune de Rana.